# Шольце, Петер
Петер Шольце (нем. Peter Scholze, род. 11 декабря 1987) — немецкий математик, известный своим вкладом в теорию чисел и алгебраическую геометрию, профессор Боннского университета (с 2012 года), лауреат Филдсовской премии (2018).

## Биография
Родился в Дрездене, вырос в Берлине, посещал гимназию им. Генриха Герца в Фридрихсхайне. В составе сборной Германии участвовал в Международной математической олимпиаде, где выиграл три золотых и одну серебряную медаль. Изучал математику в Боннском университете, получил степень доктора философии под руководством Михаэля Рапопорта (англ. Michael Rapoport). 
С июня 2011 года — сотрудник (англ. fellow) Математического института Клэя. В 2017 году избран в немецкую академию естествоиспытателей «Леопольдина». В 2016 году выступил с пленарным докладом на Европейском математическом конгрессе, в 2018 году — с пленарным докладом на Международном конгрессе математиков.
Шольце женат и имеет дочь.

## Научные результаты
Специализируется на алгебраической теории чисел. Стал известен математическому сообществу в 2011 году после публикации своей диссертации, посвященной так называемым перфектоидным (англ. perfectoid) пространствам (термин введён самим Шольце). Эта новаторская работа вызвала удивление и восхищение в математических кругах. 
В 2018 году награждён премией Филдса «за преобразование арифметической алгебраической геометрии над p-адическими полями с помощью созданных им перфектоидных пространств, с приложениями в теории представлений Галуа, а также за развитие новых теорий когомологий». 
Стал самым молодым в Германии полным профессором (в возрасте 24 лет).

## Награды
- 2012 — французская математическая премия Cours Peccot[фр.][21];
- 2013 — Премия SASTRA Ramanujan;
- 2014 — Премия Математического института Клэя;
- 2015 — Премия Коула по алгебре[22];
- 2015 — Премия Островского[23];
- 2015 — Премия Ферма[24];
- 2015 — Премия имени Лейбница, самая престижная научная награда Германии[25];
- 2016 — Новые горизонты математики (отказался)[26];
- 2016 — Премия Европейского математического общества;
- 2018 — Филдсовская премия[27][28].